# AC Cobra

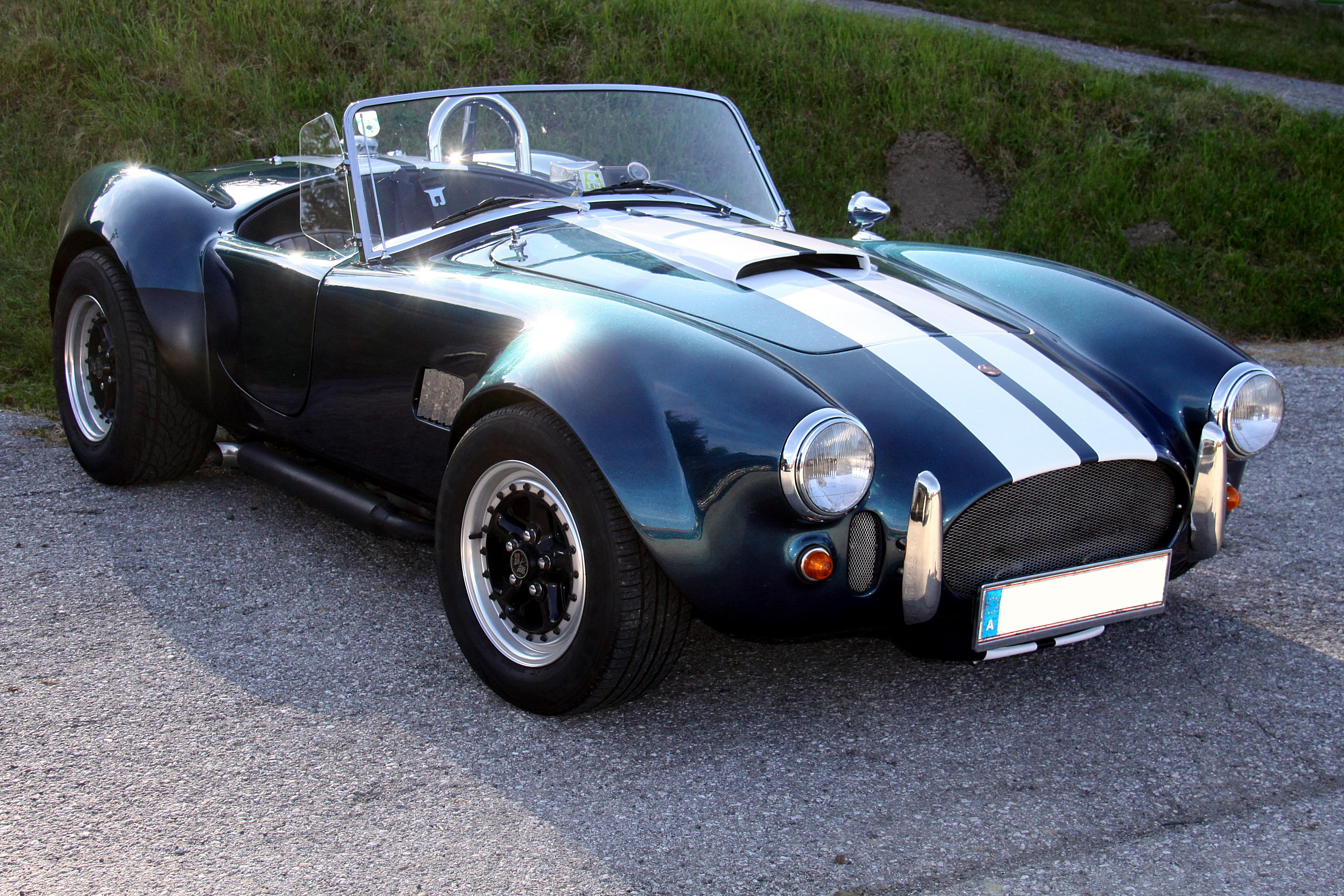
50th Annyversary Cobra Limited Edition CSX8000.

AC Cobra je britsko-americký roadster automobilky AC cars poháněný americkými motory Ford, vyráběný v letech 1962 – 1967.

## Historie

### Vznik
V roce 1953 představila automobilka AC cars svůj dvoumístný roadster AC Ace, zprvu poháněný zastaralým řadovým šestiválcem (2l) vlastní výroby. Od roku 1956 byl používán silnější motor od Bristolu (též 2l I6), a z "Esa" se tak stal poměrně úspěšný sportovní automobil.
Carroll Shelby, bývalý automobilový závodník, snil o vytvoření nejrychlejšího sportovního automobilu. Za tímto účelem se v září roku 1961 obrátil na AC s návrhem vyrábět vůz upravený pro vidlicový osmiválec. Automobilka souhlasila za předpokladu, že bude nalezen vhodný motor.
Shelby zprvu sháněl motor u Chevroletu. Tam ale neuspěl, jelikož Chevrolet nechtěl konkurovat vlastnímu modelu Chevrolet Corvette. Naopak Ford (který by uvítal konkurenci Corvette) nabídl Shelbymu svůj právě vyvinutý 260 cu in (4,3l) odlehčený V8.
Již v únoru 1962 vznikl první prototyp. Po testech a drobných úpravách začala sériová výroba ještě téhož roku.
Výsledný vůz dostal oficiální název Shelby-Ford AC Cobra, v USA zpravidla zkracovaný na Shellby Cobra. Na evropském trhu byl vůz znám jako AC Cobra.
V roce 1961 Bristol ukončil výrobu svého řadového šestiválce, kterým byly poháněny vozy AC. Obecně rozšířená domněnka, že Carroll Shelby zachránil automobilku AC před úpadkem, není pravdivá. Krátce před navázáním spolupráce s Shelbym, AC začalo používat řadový šestiválec z Fordu Zephyr.

### Mk I
Vůz lehké konstrukce s rámem z ocelových trubek a hliníkovým pláštěm. Odpružení náprav bylo řešeno příčnými listovými pery a všechna kola měla kotoučové brzdy. První verze trpěla různými technickými nedostatky, ale především nedosahovala udávaných výkonů.
Celkem bylo vyrobeno 126 kusů (včetně prototypu). Posledních 51 kusů bylo osazeno motorem 289, který byl následně použit u Mark II.
- Výroba: 1962 – 1963
- Motor: Ford Windsor 260 (4,3l) V8
- Výkon: 194kW
- Max. rychlost: 245 km/h
- Hmotnost: 916 kg

### Mk II
V druhé verzi byly odstraněny nedostatky první verze – zesíleno zavěšení předních kol, přesnější hřebenové řízení (u Mk I bylo šnekové), rozšířena mřížka chladiče pro lepší chlazení a další…
Celkem bylo vyrobeno okolo 528 kusů.
- Výroba: 1963 – 1965
- Motor: Ford Windsor 289 (4,7l) V8
- Výkon: 202 kW
- Max. rychlost: 222 km/h
- Hmotnost: 1,050 kg

### Mk III
Ve spolupráci s Fordem byl navržen nový model. Rám byl zesílen a rozšířen (zhruba o 20 cm), všechna kola byla odpružena pomocí vinutých pružin. Díky osazení 7l motorem Cobra na závodištích udržela krok s Corvettou a dalšími konkurenty.
Pravděpodobně 300 kusů bylo odesláno do USA.
- Výroba: 1965 – 1967
- Motor: Ford FE 427 (7l) V8
- Výkon: 317 kW standard, 362 kW závodní verze
- Max. rychlost: 262 km/h standard, 298 km/h závodní verze
- Hmotnost: 1,068 kg

### Konec výroby a současnost
Automobil si připsal četná vítězství na závodních tratích. Navzdory tomu vůz nebyl kvůli vysoké ceně komerčně úspěšný (v Evropě byl např. dražší než Jaguar E-type) a roku 1967 byl ukončen import vozů do USA. Do roku 1969 AC ještě vyrobilo 27 kusů pro Evropský trh.
Ke konci 70. let začala cena vozů stoupat a objevovaly se různé repliky. V roce 1982 na základě smlouvy s AC Cars začal Brian Angliss vyrábět vůz Autokraft Mk IV, což byl v podstatě vylepšený Mk III. Později dokonce Angliss získal práva užívat názvu AC. Do roku 1996 bylo vyrobeno 480 těchto aut.
V současnosti je AC Cobra stále velmi oblíbená a mnoho firem po celém světe se věnuje renovacím a stavbě replik.